# Cryphia klapperichi
Cryphia klapperichi là một loài bướm đêm trong họ Noctuidae.